# Les Douze Clefs de philosophie
Les Douze Clefs de philosophie (Duodecim Clavibus en latin) est un texte d'alchimie de la toute fin du XVIe siècle, attribué à Basile Valentin.

## Histoire
Le premier livre de Basil Valentine à discuter des clés est Ein kurtz summarischer Tractat, von dem grossen Stein der Uralten (Un bref résumé : De la grande pierre des anciens), 1599. L'auteur s'appuie sur l'art alchimique selon Paracelse et sa théorie des trois principes (soufre, mercure, sel).
Les douze clefs apparaissent dans le troisième traité de l’Aureum Vellus: Alter und Newer Ubriger Philosophischer Schrifften und Bücher… von der warhafftigen Composition Lapidis Philosophorum geschrieben… Sonderlichen Fratris Basilij Valentini....
Largement reproduit, il a été publié pour la première fois en 1599 à Eisleben par Johann Thölde, qui est probablement le véritable auteur du livre. Il est présenté comme une séquence d'opérations alchimiques codées allégoriquement. 
Il est ensuite publié à Francfort en 1602, avant d'être finalement traduit en latin et publié par Michael Maier en 1618, dans son recueil Tripus Aureus (en) ("Trépied d'or"). Originellement non illustré, il y ajoute des images attribuées à Matthäus Merian.

## Structure du traité
La première partie du livre est une discussion des principes alchimiques généraux et des conseils sur la pierre philosophale. La deuxième moitié de Ein kurtz summarischer Tractat, sous le sous-titre "Les douze clefs", contient douze courts chapitres. Chaque chapitre, ou "clé", est une description allégorique d'une étape du processus par lequel la pierre philosophale peut être créée. À chaque étape, les noms symboliques ("Deckname" en allemand, ou nom de code) utilisés pour indiquer les ingrédients essentiels sont changés, tout comme les ingrédients eux-mêmes sont transformés. Les clés sont écrites de manière à dissimuler aussi bien qu' à éclairer : seul un lecteur averti ou un adepte de l'alchimie était censé interpréter correctement le langage crypté du texte allégorique et des images qui lui sont associées.

## Les illustrations
L'édition de 1599 ne comprend pas d'illustrations. Les gravures sur bois apparaissent dans l'édition de 1602. Les gravures révisées pour les douze étapes apparaissent dans le Tripus Aureus de 1618 de Michael Maier.

Les douze clefs de Basil Valentine, gravées par  Matthaeus Merian (1593–1650), et publiées dans la collection Musaeum hermeticum, Francofurti : Apud Hermannum à Sande, 1678
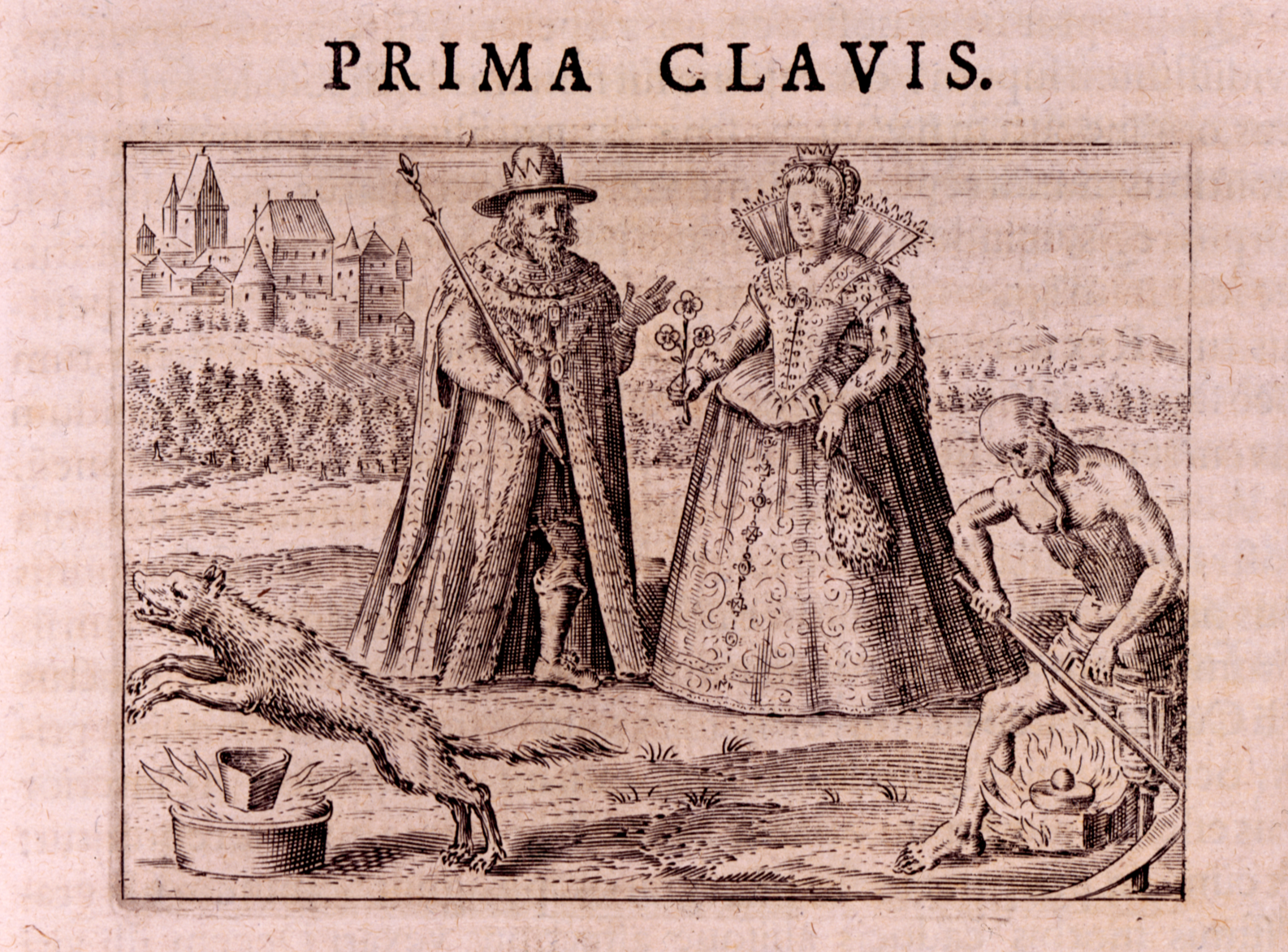
Première clef.
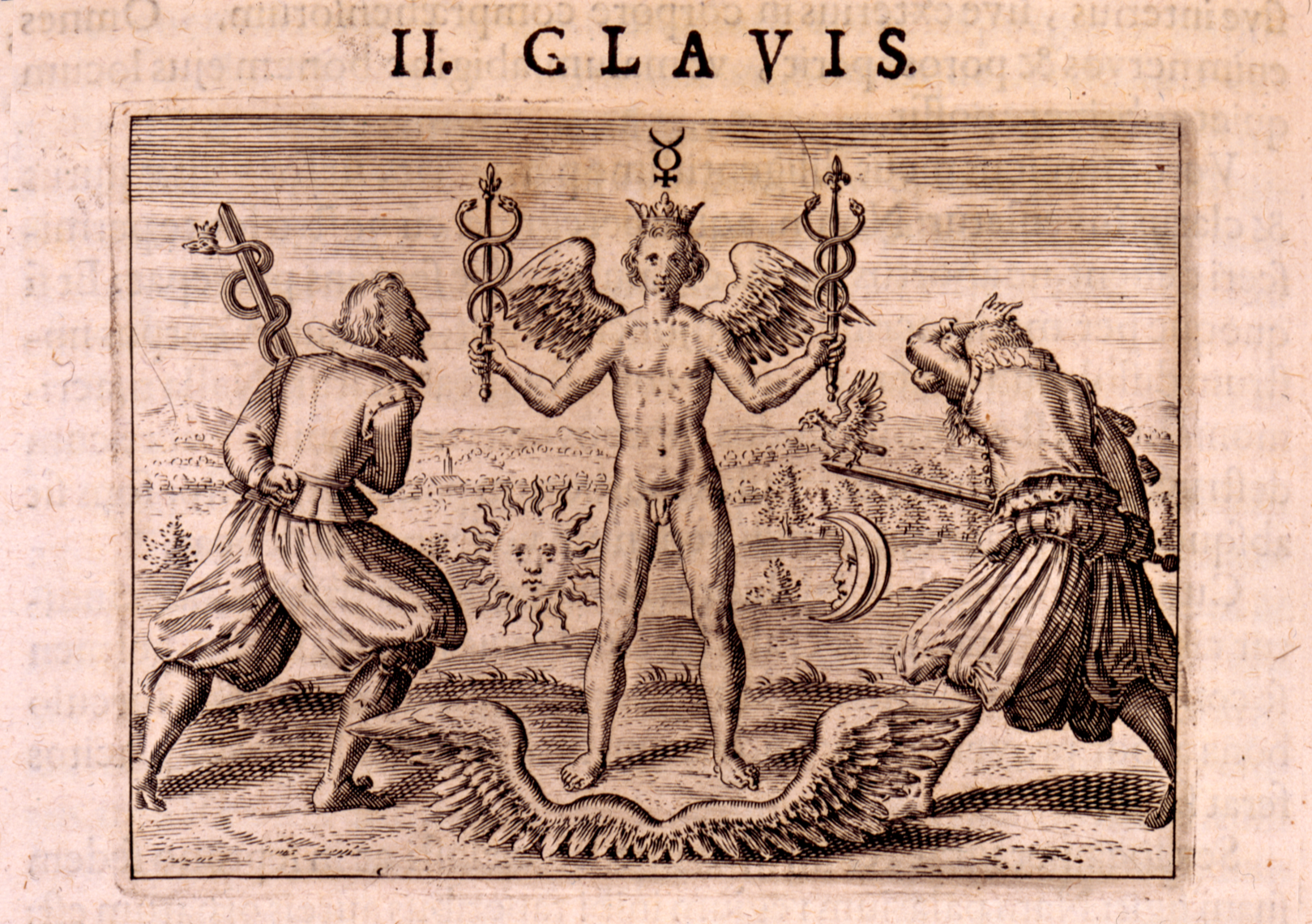
Deuxième clef
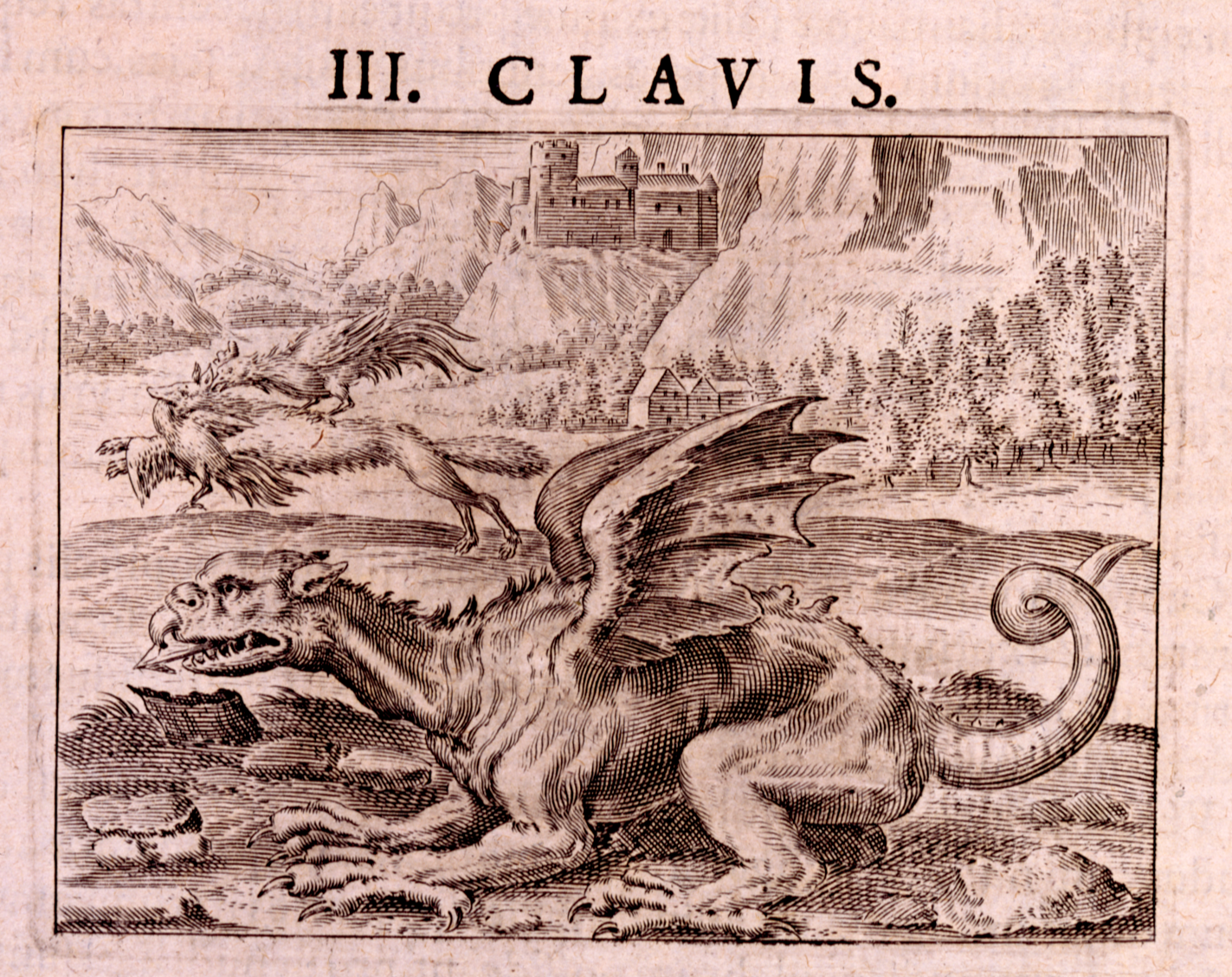
Troisième clef
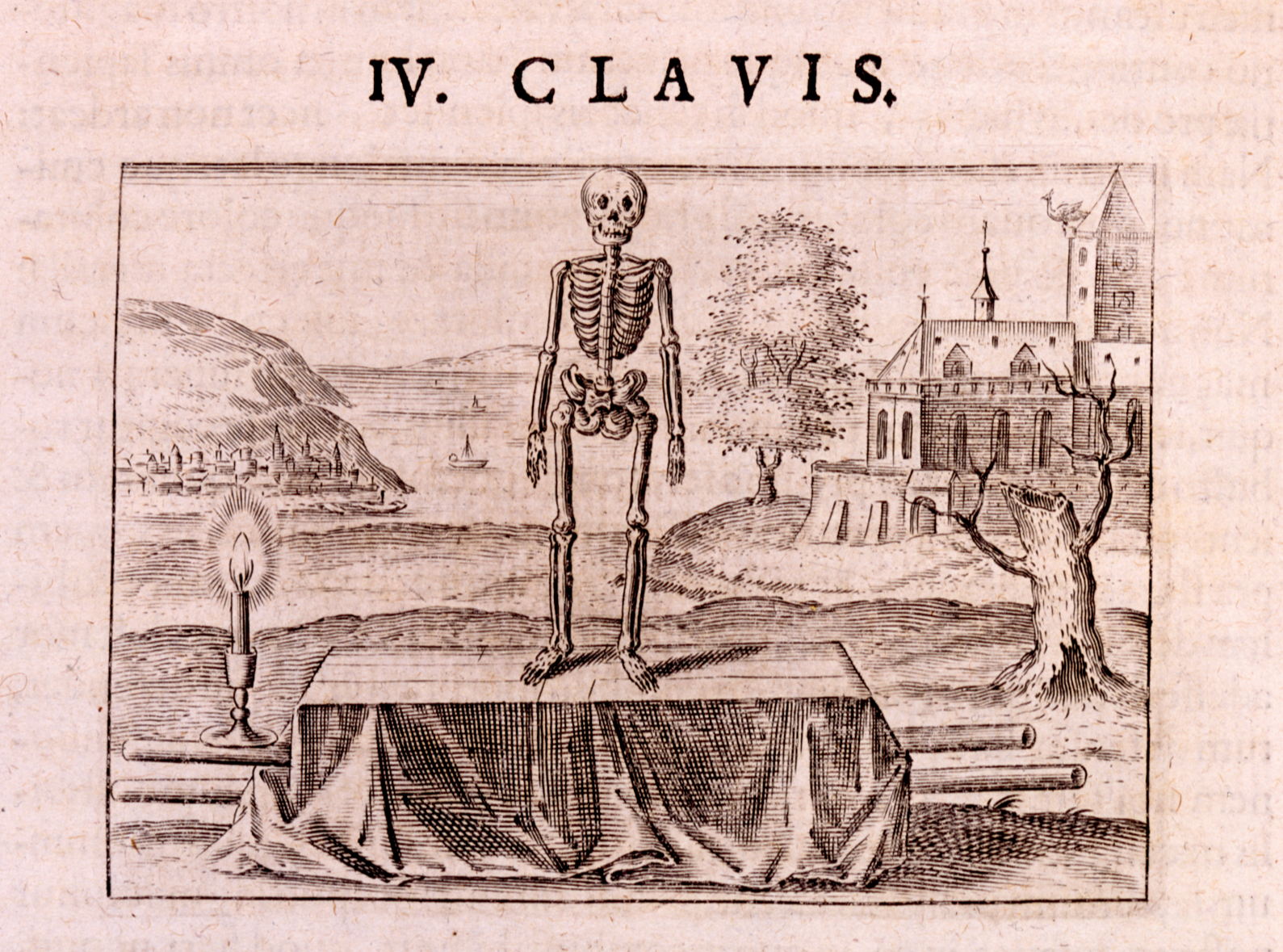
Quatrième clef
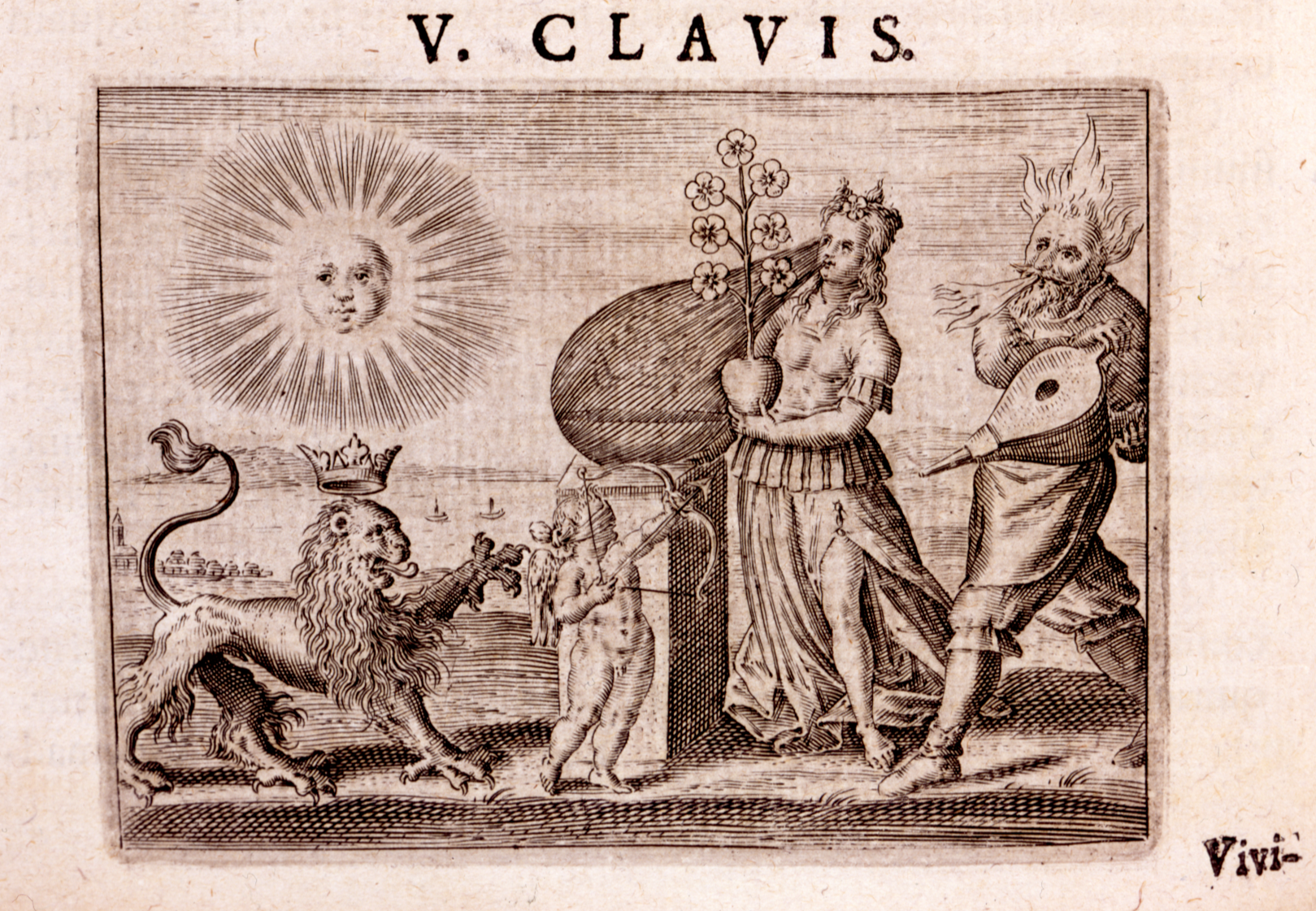
Cinquième clef
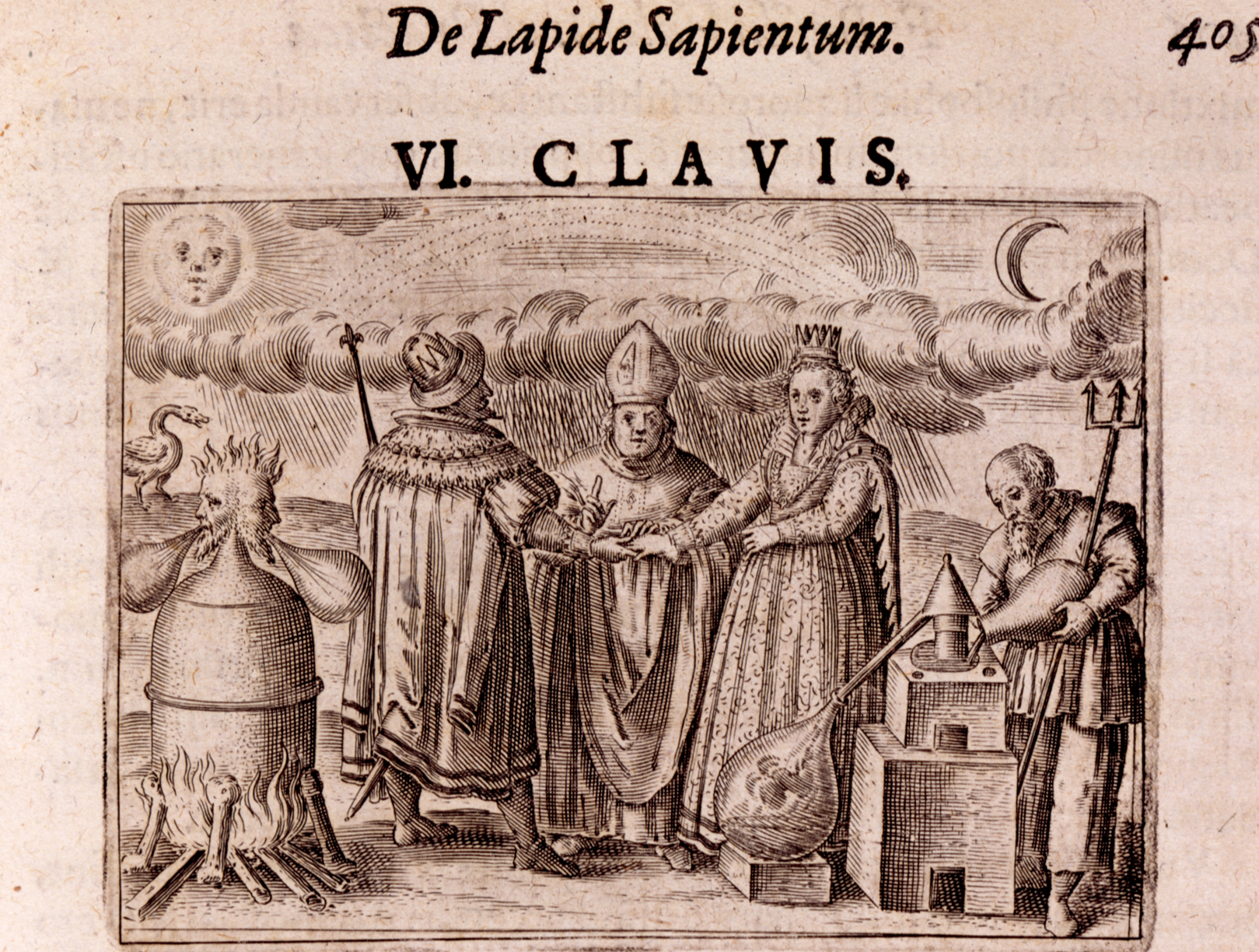
Sixième clef
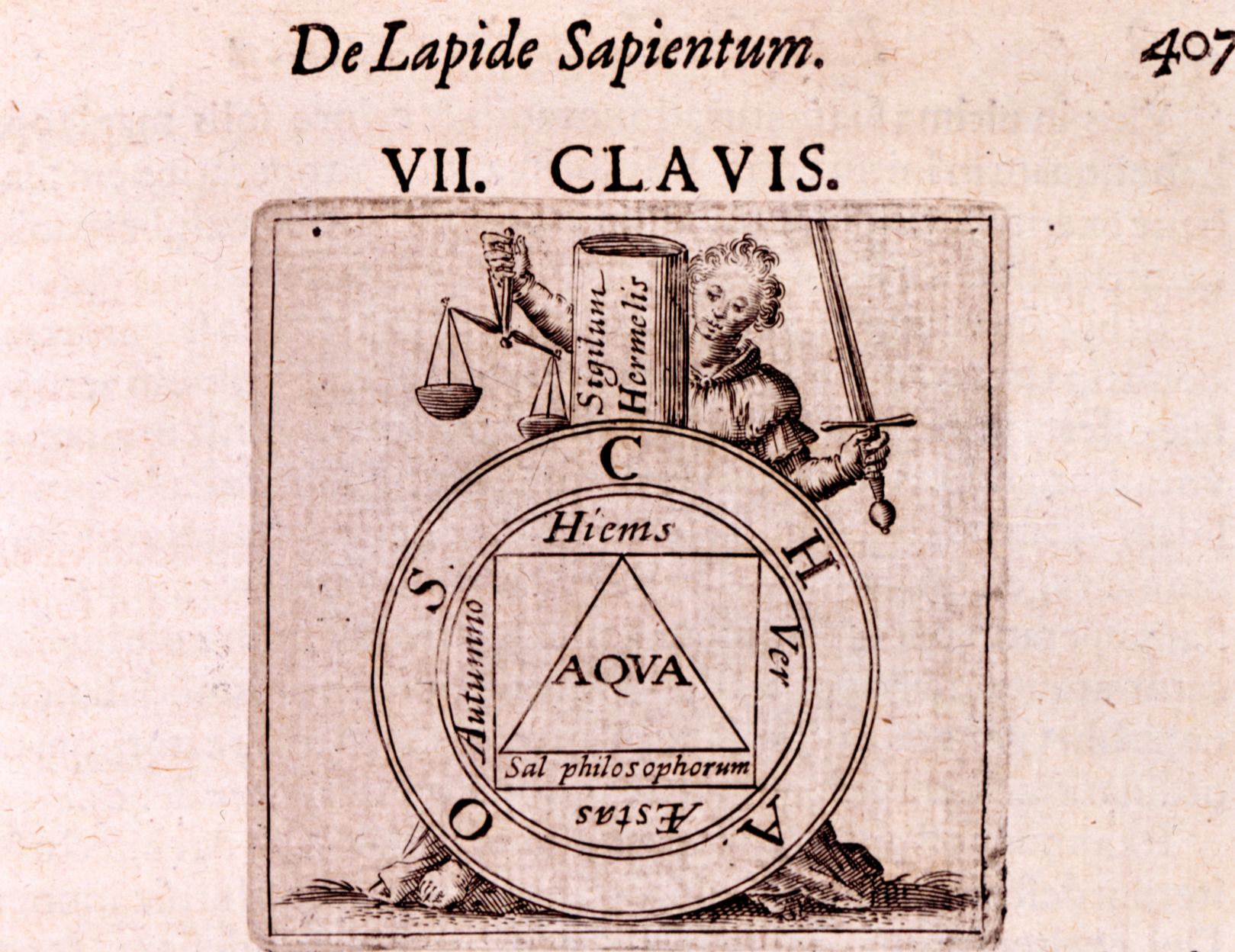
Septième clef
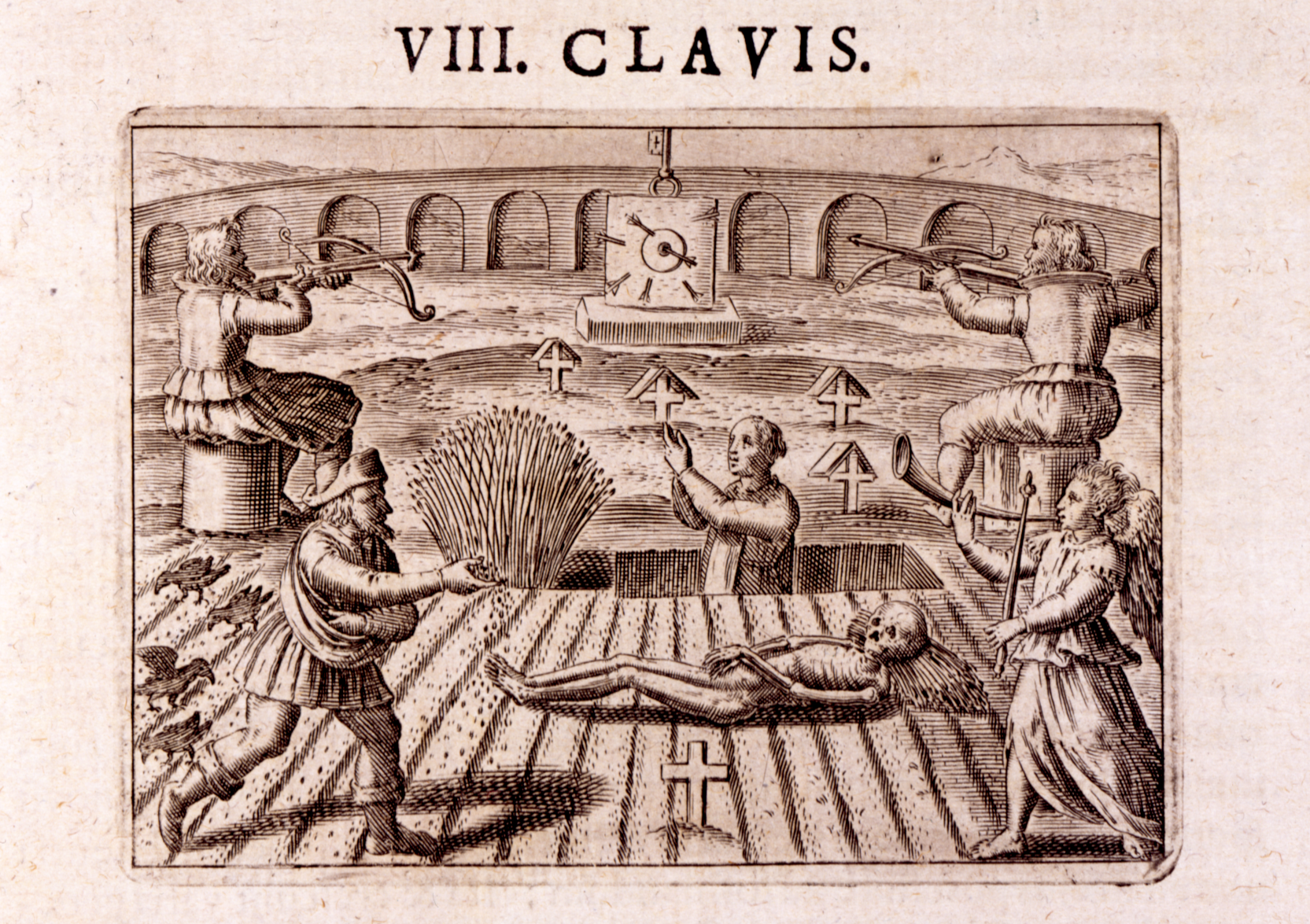
Huitième clef
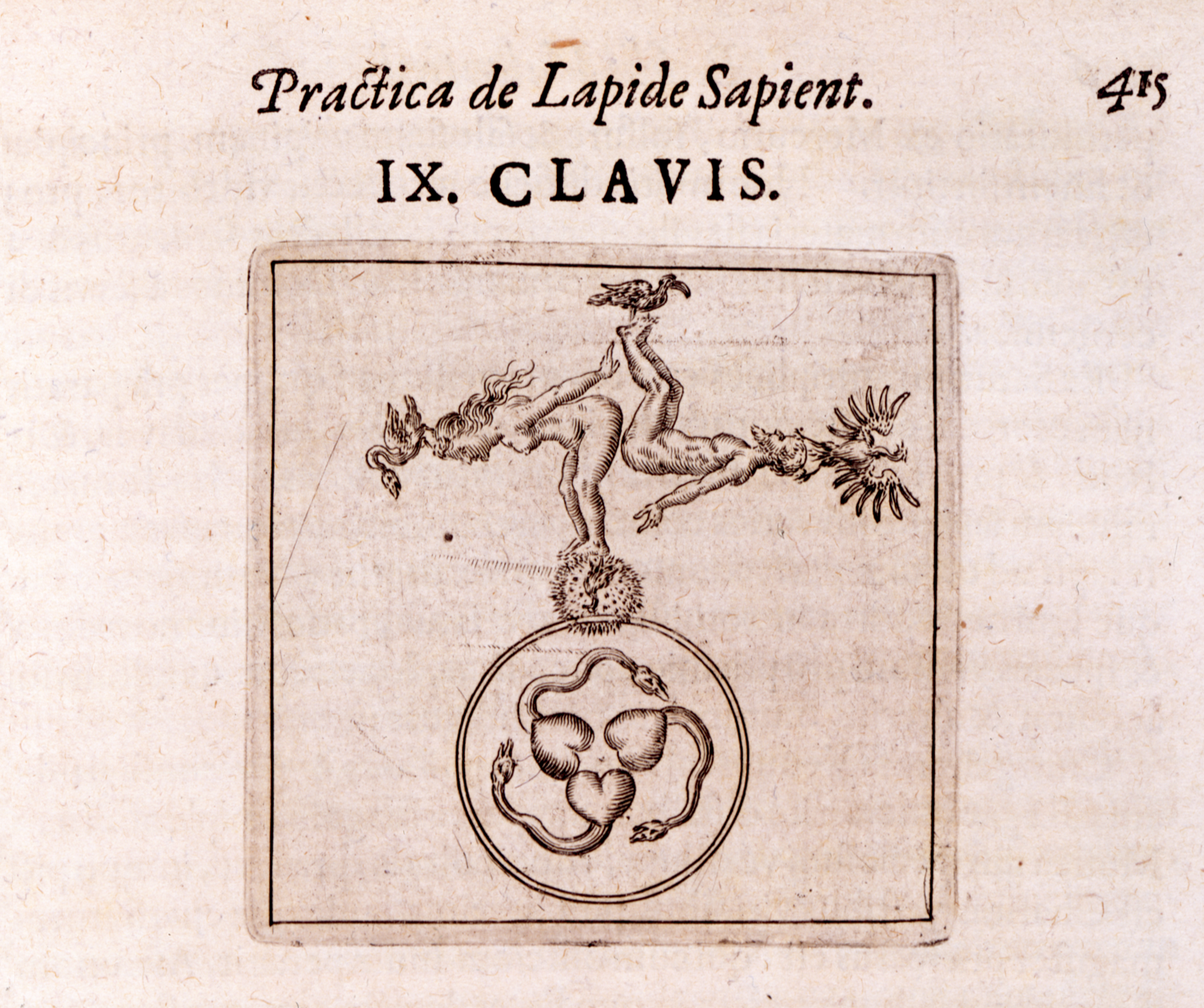
Neuvième clef
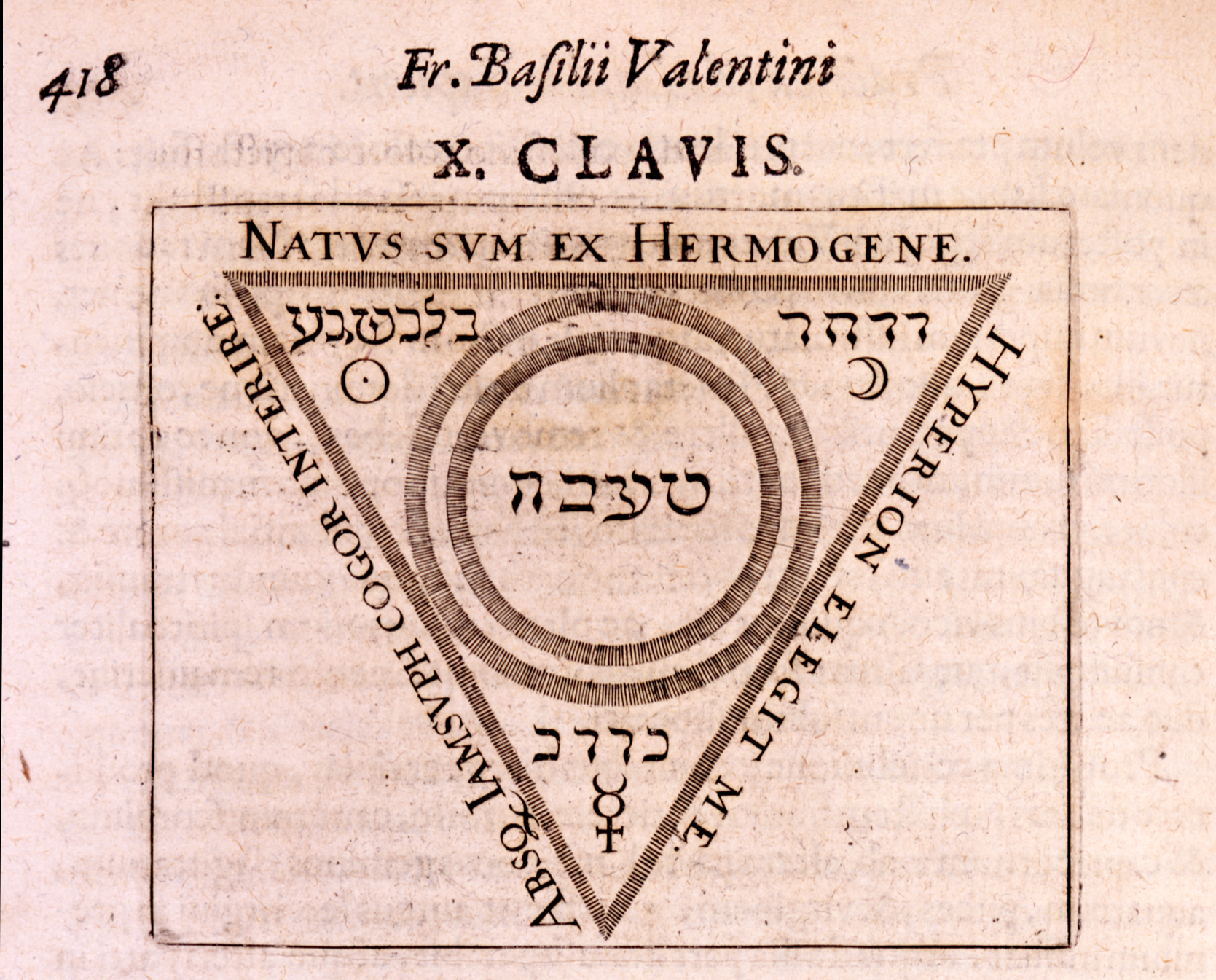
Dixième clef
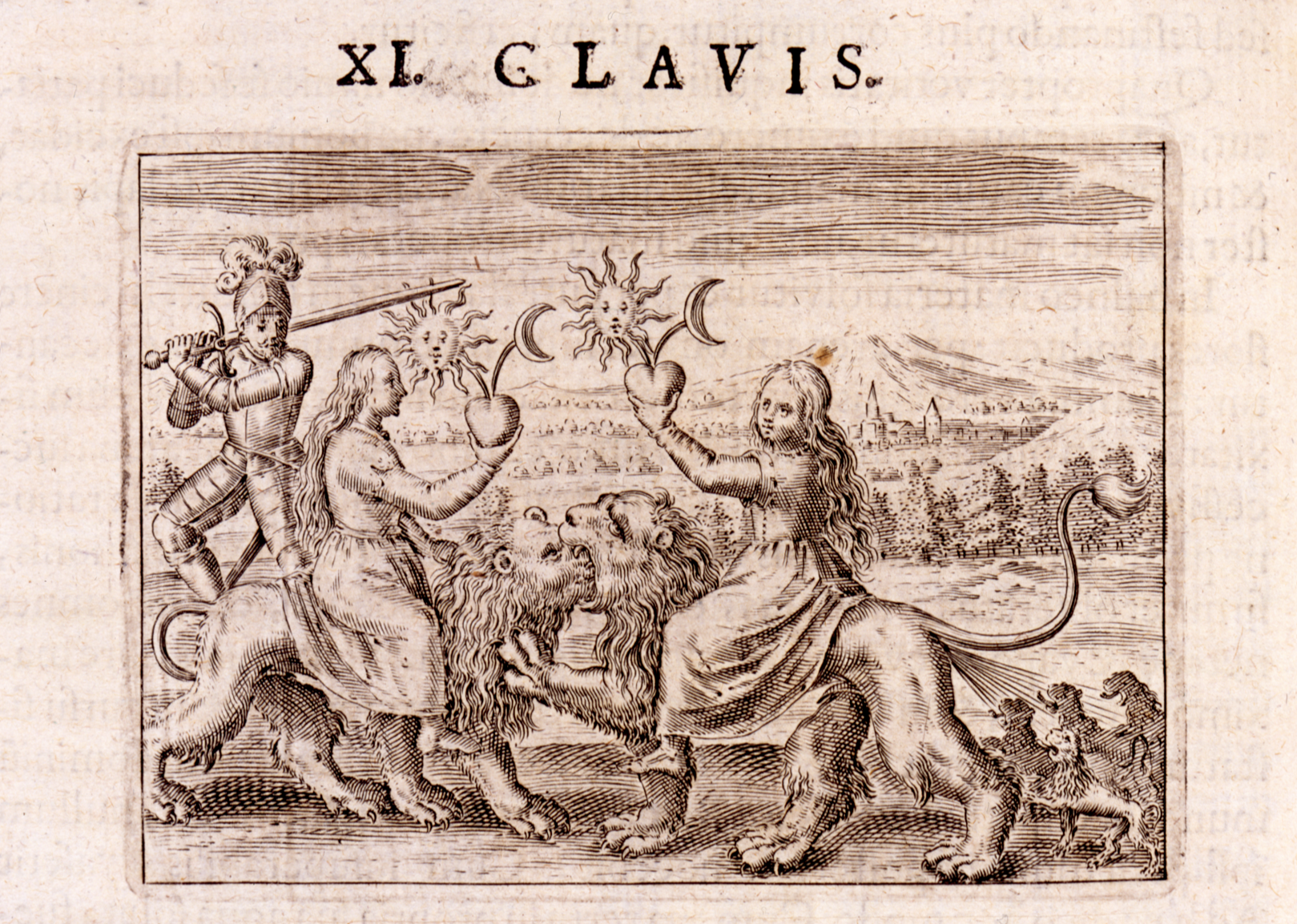
Onzième clef
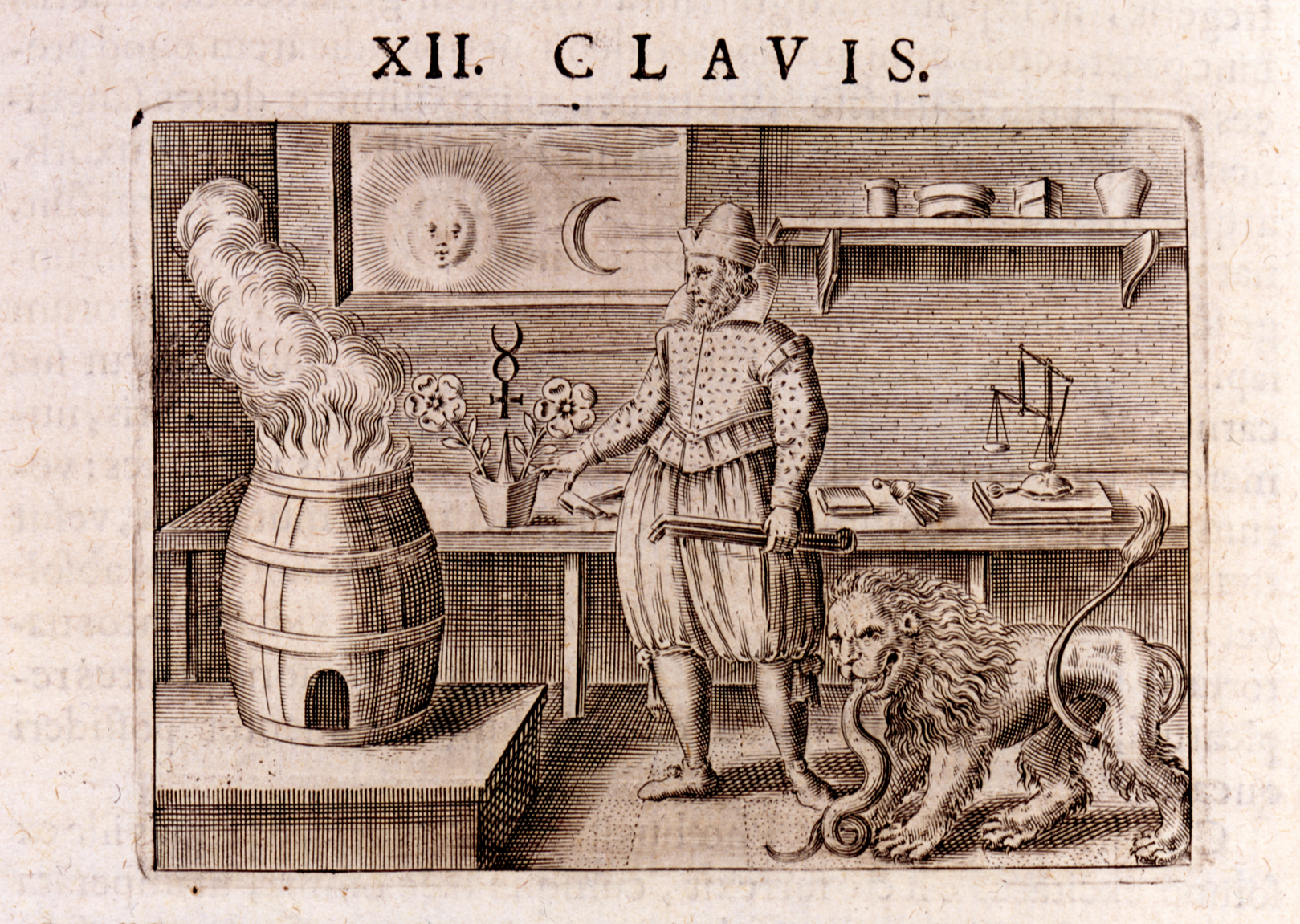
Douzième clef

## Interprétation physicochimique
Le texte allégorique et l'imagerie fantastique de ces écrits alchimiques les rendent difficiles à interpréter. Une lecture physico-chimique a été proposée au XXIe siècle. Le chimiste et historien Lawrence M. Principe s'est appuyé sur sa connaissance du symbolisme "chrysopoé-tique" et a testé expérimentalement des processus et pratiques chimiques possibles qui peuvent correspondre à plusieurs des douze étapes de Basil Valentine. Visuellement, il se réfère aux gravures sur bois de 1602. Principe suppose que les douze clés peuvent comporter des descriptions de différents types. Certaines des premières clés peuvent coder des descriptions de techniques de laboratoire réelles et des résultats observés. D'autres clés peuvent être des extrapolations théoriques de ce qui pourrait être accompli : des idées pour des expériences qui n'ont pas encore été réalisées avec succès. Les clés finales peuvent être des descriptions de méthodes basées sur des précédents textuels d'autres auteurs.
Robert Boyle, le père de la philosophie naturelle moderne a également volatilisé l'or en suivant les étapes des clés de Basil Valentine,
Isaac Newton a également étudié les écrits attribués à Basil Valentine.

## Référence
1. ↑   (de) Numérisation du livre, sur le Staats- und Universitätsbibliothek Dresden (SLUB), consulté le 23 octobre 2018
2. ↑   John Maxson Stillman, "Basil Valentine. A Seventeenth Century Hoax." The Popular Science Monthly, 1912.
3. ↑  « "Les douze clefs de la philosophie" attribuées à Frère Basile Valentin »(Archive.org • Wikiwix • Archive.is • Google • Que faire ?)
4. 1 2 3  Lawrence M. Principe, The Secrets of Alchemy, Chicago and London, The University of Chicago Press, 2013 (ISBN 978-0-226-92378-9, lire en ligne):152–153
5. ↑  Dale Keiger, « All that glitters », Johns Hopkins Magazine,‎ février 1999 (lire en ligne, consulté le 26 novembre 2013)
6. ↑  Lawrence M. Principe, The aspiring adept : Robert Boyle and his alchemical quest : including Boyle' s "lost" Dialogue on the Transmutation of Metals, Princeton, Princeton university press, 1998, 339 p. (ISBN 0-691-05082-1, lire en ligne)
7. ↑  David Brewster, Memoirs of the life, writings, and discoveries of Sir Isaac Newton, Édimbourg, T. Constable and Co, 1855

- (en) Cet article est partiellement ou en totalité issu de l’article de Wikipédia en anglais intitulé « The Twelve Keys of Basil Valentine » (voir la liste des auteurs).